# Notre révolution intérieure
Pour plus de détails, voir Fiche technique et Distribution.
Notre révolution intérieure est un documentaire français réalisé par Alexandre Ferrini sorti le 25 janvier 2017.

## Synopsis
Remettant en cause leur façon de vivre pour se mettre en harmonie avec leurs valeurs fondamentales, trois jeunes partent en voyage au travers le monde afin de découvrir des alternatives de transition[précision nécessaire].
Pendant dix-huit mois, ils traverseront de l'Amérique du sud (Brésil, Argentine, Chili, Pérou et Bolivie) pour rencontrer trente personnes qui pour eux incarnent le changement[précision nécessaire].
Ainsi, ils se sont entretenus avec des chamans Incas, des directeurs d’écoles alternatives ou Gustavo Ramirez un permaculteur.

## Fiche technique
- Titre original : Notre révolution intérieure
- Réalisation : Alexandre Ferrini
- Scénario : Alexandre Ferrini
- Production : Frozen frogs & Destiny Films[5]
- Société de distribution : Jupiter Films
- Pays d’origine :  France
- Langue originale : français
- Format : couleur
- Genre : documentaire
- Date de sortie :
  - France : 25 janvier 2017

## Distribution
- Alexandre Ferrini et Romain Ferrini (frères)
- Xavier Darbaumont
- Aleix Belov

## Distinctions
- USA – Impact DOCS Award – Prix d’Excellence  – 2016
- Jakarta – Film Festival – Prix international du mérite  – 2016
- Barcelone - Film festival - Sélection officielle - 2016
- Toronto – Film festival – Sélection officielle – 2016
- New York – Film festival – Sélection officielle – 2016[6]